# Rochdale (plaats)
Rochdale is een plaats in het bestuurlijke gebied Rochdale, in het Engelse graafschap Greater Manchester. De plaats telde in 2011 ongeveer 107.000 inwoners en ligt aan de voet van het Pennine gebergte en aan de rivier Roch.

## Coöperatie
Rochdale verwierf faam tijdens de industriële revolutie en werd gekenmerkt door de vele fabrieken, vooral de textielindustrie. Van historische waarde is het besef dat in 1844 in Rochdale de grondbeginselen van de coöperatieve gedachte zijn ontstaan, de zogenaamde "Rochdale Principles". In dat jaar richtten 28 wevers een verbruikerscoöperatie op: "The Rochdale Society of Equitable Pioneers". De oorspronkelijke winkel, in Toad Lane, is nu een museum van de coöperatieve beweging. Het succes van deze winkel was te danken aan het feit dat de winst werd verdeeld onder de leden van de coöperatie door middel van een dividend aan het einde van het jaar, afhankelijk van de gedane aankopen. In 1867 richtte deze coöperatie ook een woningbouwvereniging op, wat wordt gezien als de oorsprong van de sociale woningbouw door woningcorporaties, onder andere tot uiting komend in de naamgeving van de Nederlandse woningcorporatie Woningstichting Rochdale.

## Sport
Rochdale AFC is de betaaldvoetbalclub van de stad en speelt haar wedstrijden in het Spotland Stadium.

## Geboren
- Joe Bennett, voetballer
- Cameron Borthwick-Jackson (voetballer)
- Craig Dawson, voetballer
- Gracie Fields, actrice, zangeres en comédienne
- Matt Gilks, Schots voetballer
- Donald Love, Schots voetballer
- Autechre, Sean Booth en Rob Brown, samen vormen zij het producers-duo Autechre.
- Dwight McNeil, voetballer
- Keira Walsh, voetbalster

## Trivia
- Van de Britse rockband 10cc bestaat het nummer "From Rochdale to Ocho Rios".